# Аршалъ
Аршалъ (Акан-Бурлук) (на казахски: Аршалы; на руски: Аршалы)) е река Казахстан (Акмолинска област), десен приток на Колутон (десен приток на Ишим, ляв приток на Иртиш). Дължина 220 km (по други данни 174 km). Площ на водосборния басейн 4160 km²..
Река Аршалъ изтича от югоизточната част на езерото Айдабул, разположено на 426 m н.в., в южните склонове на Кокшетауското възвишение (северната част на Казахската хълмиста земя). Тече предимно в южна посока през Казахската хълмиста земя, през северната част Акмолинска област. Влива се отдясно в река Колутон (десен приток на Ишим, ляв приток на Иртиш), на 283 m н.в., на 2 km североизточно от село Стари Колутон. Основни притоци: Кенашчъ (ляв); Тактинка, Конър (десни). Река Аршалъ се явява най-многоводният приток на Колутон, но в оттока на реката се наблюдава ясно изразена сезонна и многогодишна неравномерност, която може да се различава с десетки и стотици пъти. Среден многогодишен отток 2,44 m³/s. По течението на реката са разположени около десетина села.